# بوباكار ديارا
بوباكار ديارا (بالفرنسية: Boubacar Diarra)‏ (15 يوليو 1979 بباماكو في مالي - ) هو لاعب كرة قدم مالي في مركز قلب الدفاع، شارك في كأس الأمم الأفريقية 2002. وشارك مع منتخب مالي لكرة القدم. أما مع النوادي، فقد لعب مع تي بي مازيمبي ونادي دجوليبا ونادي فرايبورغ ونادي كايزرسلاوترن ونادي لوزيرن و1. FC Kaiserslautern II ‏ وLiaoning F.C. ‏.

## وصلات خارجية
- بوباكار ديارا على موقع قاعدة بيانات كرة القدم.إي يو (الإنجليزية)
- بوباكار ديارا على موقع بيانات كرة القدم. دي إي (الألمانية)
- بوباكار ديارا على موقع ناشيونال فوتبول تيمز (الإنجليزية)